# Лоренс Оливије
Сер Лоренс Кер Оливије, Барон Оливије (енгл. Ser Laurence Kerr Olivier, Baron Olivier; Доркинг, 22. мај 1907 — Стенинг, 11. јул 1989) био је енглески позоришни, филмски и телевизијски глумац, режисер и продуцент. У каријери дугој преко шездесет година тумачио је најразличитије улоге — од ликова из грчких и Шекспирових трагедија, преко ексцентричних и гротескних негативаца, до јунака романтичних комедија. Сматра се најбољим тумачем ликова из Шекспирових драма. Најпознатији је по улогама у филмовима Оркански висови, Ребека, Бани Лејк је нестала, Принц и играчица, Отело и Маратонац. Добио је два почасна Оскара за животно дело и велики допринос филмској уметности, као и Оскара за најбољег главног глумца за улогу у Хамлету.
Оливије је био номинован за тринаест Оскара (освојио три); за девет Емија (освојио пет); једанаест награда BAFTA (освојио три) и шест Златних глобуса (освојио три). Добитник је Сребрног медведа на Берлинском филмском фестивалу и Златног лава на Фестивалу у Венецији, а добио је и звезду на Холивудској стази славних. Први је глумац у историји филма који је добио племићку титулу. Амерички филмски институт га је уврстио међу двадесет највећих глумаца свих времена. Сматра се најбољим британским глумцем 20. века.

## Детињство
Лоренс Кер Оливије је рођен 1907. у Доркингу (Енглеска). Његов отац, Џерард Оливије, био је свештеник, па је Лоренс одрастао у смерној и религиозној породици. Бежећи од строгости и религиозности свог оца, Лоренс се веома зближио са мајком, Агнес Луиз. Међутим, Агнес је умрла рано, у својој четрдесетој години и њена изненадна смрт је јако погодила дванаестогодишњег Лоренса. Остао је са братом Ричардом и сестром Сибил у Олд Ректорију (делу школе Свети Кристофер), а његов отац се 1918, због премештења, преселио у Хартфордшир. Са свега девет година, добио је улогу Брута у школској представи Јулије Цезар. Ишао је и на часове хорског певања у школи Сви свети у Лондону.
Завршио је школу Свети Едвард у Оксфорду. Наступао је у школским представама, а 1924. радио је као заменик и помоћник редитеља у локалном позоришту. Следеће године добио је улогу Ленокса у Шекспировом Магбету и место асистента директора позоришта. Након што је Ричард Оливије отишао у Индију, отац је схватио да Лоренс (кога су у породици звали Ким) заиста треба да буде глумац.

## Каријера
Током шездесетогодишње каријере, Лоренс Оливије је играо у око 130 представа, 63 филма и у 26 ТВ серијала. Прве глумачке кораке Оливије је начинио 1930. године, у Енглеској. Десетак година касније, захваљујући улогама у холивудским хитовима Оркански висови и Ребека, његово име је постало познато и у свету филма. Значајније улоге на телевизији имао је тек осамдесетих година 20. века.

### Позоришна каријера

#### Позоришни почеци
Након похвала које је добио за Укроћену горопад, седамнаестогодишњи Оливије је уписао драмску школу Central School of Speech and Drama, да би се након завршетка 1927. придружио глумачкој дружини Birmingham Repertory. Следеће године прихватио је улогу капетана Стенхоупа у представи Крај путовања коју му је понудио Аполо театар. Похвале критике добио је 1930. за улогу у Приватним животима Ноела Кауарда и 1935. за Ромеа и Јулију. У Ромеу и Јулији мењао је улоге Ромеа и Меркуција са Џоном Гилгудом. Оливијеу се није допадао начин Гилгулдове глуме Шекспирових дела и сметало му је што је Гилгуд добијао боље критике од њега. Његова нетрпељивост ка Гилгуду кулминирала је 1940, када је Оливије предложио лондонском продуценту Бинкију Бомонту (енгл. Binkie Beaumont) да финансира четири Шекспирове трагедије — Хамлета, Краља Лира, Отела и Магбета — у којима би он био у главним улогама, на шта му је Бомонт одговорио да би пристао једино под условом да Оливије повремено мења улоге са Гилгудом, као и да Гилгуд режира барем једну од његових продукција, што је Оливије глатко и без размишљања одбио. Након улоге у Ромеу и Јулији позвала га је Лилијан Бејлис из Олд вик театра да тумачи главну улогу у њиховом Хамлету 1937. године. Оливије је радо прихватио понуду, али је његова изведба наишла на лош пријем код гледалаца и критике. Ни Магбет није пролазио боље, све до Кориолана, Хенрија Петог и Дванаест ноћи са којима је тријумфовао код критичара и постао један од најпопуларнијих глумаца из Олд викове свите. Иако је у међувремену дебитовао на филму и чак снимио десет филмова, Оливије је наставио да избегава понуде те врсте и говорио да му је место на даскама.

#### 1940—1959: Вивијен Ли и рат
Лоренс Оливије је упознао Вивијен Ли 1937. Исте године су почели да се забављају. Успео је да је доведе у Олд вик где је играла Офелију. Две године касније њих двоје селе се у Њујорк — он да би снимао Орканске висове, а она јер се надала улози Скарлет О’Харе у обећавајућем Прохујало са вихором. Тамо су заједно наступали у представи Ромео и Јулија у коју су уложили готово сву своју уштеђевину. Иако раскошна, представа је била пословни промашај.
Када је избио Други светски рат, Оливије је желео да се придружи краљевском ваздухопловству. Узео је двеста часова летења и добио чин поручника, али никада није учествовао у правом рату. Он и Ралф Ричардсон су 1944. били отпуштени из војске како би формирали нову поставу Олд вик театра. Ноћни репертоар су чиниле представе Човек и оружје од Џорџа Бернарда Шоа, Пер Гинт Хенрика Ибзена и Шекспиров Хенри Трећи. Пробе које су трајале десет месеци уз звуке немачког бомбардовања, исплатиле су се у облику пет успешних сезона. Године 1948. Ричардсон, Оливије и Вивијен Ли кренули су на турнеју по Аустралији и Новом Зеланду. Њих двојица су играли у поменутим представама, а Лоренс и Вивијен у Ричарду Трећем, Школи скандала као и у The Skin of Our Teeth. Турнеја је трајала шест месеци и била је веома успешна, међутим брак познатог пара једва је издржао вишегодишњу кризу. Оливије је касније рекао да је Вивијен изгубио у Аустралији.
Друга сезона новог Олд вик театра почела је по њиховом повратку из Аустралије и она се данас сматра једним од најблиставијих периода британског позоришта. Оливије и Ричардсон низали су успехе са својим провереним представама. Лоренс је једне вечери одиграо Софоклеовог Едипа и Шеридановог Критичара. Та транзиција из грчке трагедије у класичну комедију постала је легендарна. Ову сезону завршио је улогом Астрова у Ујка Вањи Антона Чехова.
За време рата, Лоренс Оливије и Ралф Ричардсон били су позвани у Париз, да своје популарне представе одиграју у чувеном позоришту Комеди франсес (фр. Comédie-Française). Били су усхићени и почаствовани позивом. То им је био први наступ у Француској, и био је успешан.
Почетком педесетих Оливије и његова супруга су играли у Њујорку. На њиховом репертоару били су Антоније и Клеопатра од Шекспира, Цезар и Клеопатра од Бернарда Шоа, и на захтев Лијеве, - Антигона. Године 1953. психичко здравље Вивијен Ли нагло се погоршало, међутим врло брзо се опоравила за представе које је Лоренс спремао за Стратфорд на Ејвону (Енглеска). Осим Дванаест ноћи и Магбета, Лоренс је припремао и Тита Андроника. За представе је владало велико интересовање и биле су веома добро посећене. Брачни пар је тада са Титом Андроником кренуо на европску турнеју. Комад је наишао на изузетне похвале критичара, и био је комерцијални тријумф, али њихов брак је још једном пролазио кроз кризу коју овај пут није издржао. Иако је њихова веза окончана по повратку у Лондон, развели су се у децембру 1960. године.

#### Последње представе
Оливије је био један од оснивача Британског националног театра. Постао је његов директор још док је био у Олд вику. Током послератних година, а и касније, своју глумачку каријеру посветио је углавном филмској индустрији. У позоришту је углавном радио као редитељ, а ређе је прихватао улоге. Ипак, од малобројних представа у којима је играо у то време, издвајају се Ујка Вања, Млетачки трговац, Мачка на усијаном лименом крову, The Recruting Officer и изузетно успешна Дуго путовање у ноћ, која је касније екранизована и емитована у САД и Уједињеном Краљевству.

### Филмска каријера

#### Глумац који не воли филм
Оливије је дебитовао на платну 1930. са филмом Привремена удовица. Исте године имао је мању улогу у Превише варалица, а већ следеће прву главну у драми Жута карта. Упркос понудама које су стизале, у потпуности се посветио позоришту и Шекспировим драмама које су му доносиле популарност. Године 1936. добио је прилику да игра у филмској адаптацији Шекспирове драме Како вам драго. Иако је то била прва улога за коју је био истински заинтересован, коначан производ му се није допао и сматрао је да Шекспир једноставно није добар на филму. Те године је први пут видео већ тада популарну Вивијен Ли, а следеће године снимали су љубавну драму Пожар над Енглеском. Тада су почели да се појављују заједно у јавности, иако су обоје били у браку. Две године касније отпутовали су у САД, где је Оливије снимао Орканске висове. Био је први пут номинован за Оскара за улогу Хитклифа у Орканским висовима. Вивијен је пак освојила Оскара за најбољу главну глумицу за улогу у епском Прохујало са вихором, па су двоје младих глумаца крајем четрдесетих били најпознатији холивудски брачни пар .

#### 1940—1959: Филмска звезда
Успон у Лоренсовој каријери наставио се Хичкоковим хит-филмом Ребека из 1940. године, у ком је Оливије тумачио лик згодног и богатог удовца који се жени младом девојком не рекавши јој да је индиректно одговоран за смрт своје супруге. За ову улогу опет је био номинован за Оскара. Следеће године играо је са својом супругом у романтичној драми Леди Хамилтон која је била велики биоскопски хит.
Пошто се показао као подједнако добар и на филму и у позоришту, двојица продуцената су му предложили да режира неке од Шекспирових драма у којима је успешно играо. Оливије је у почетку мислио да није дорастао задатку, па је наговарао Вилијама Вајлера и Теренса Јанга да преузму улогу редитеља. Пошто су обојица одбили предлог јер филмови снимљени по Шекспировим драмама нису били популарни, Лоренс је на крају ипак одлучио да покуша. Први филм који је почео да снима био је Хенри Пети из 1944. Током снимања једне сцене у Ирској, коњ је ударио у камеру коју је држао Оливије, те је овај зарадио велику посекотину на усни и повреду ока, оставивши му ожиљак који ће касније постати његов заштитни знак. Критичари су похвалили филм, који је уједно био и комерцијални успех. Још је био номинован и за Оскара за најбољи филм, а Оливије за најбољег глумца. Међутим, Академија му је доделила почасног Оскара, за изузетан рад на филму Хенри Пети. Оливије је одбио награду називајући је преваром, и сматрајући да Академија једноставно није била спремна да Оскаре уручи једном странцу. Следећих неколико година радио је као забављач на фронту, заједно са Ралфом Ричардсоном.
Године 1948. снимио је Хамлета и глумио главну улогу. Филм је морао бити краћи од 153 минута па је Оливије био принуђен да исече добар део текста. Са Хамлетом је поново био номинован за Оскара у истим категоријама као и за Хенрија, с тим што је овај пут и добио награде, и то у обе категорије. Тако је Оливијеов Хамлет постао први британски филм који је освојио Оскара, а Оливије прва особа која је исте године режирала филм за који је добила Оскара за најбољег главног глумца. Остао је једино без Оскара за најбољег режисера, што глумицу Етел Баримур, која му је уручила Оскара, није изненадило јер је сматрала да филмска адаптација Хамлета није ни приближно верна драми.
Последњи шекспировски филм који је био договорен још четрдесетих, Оливије је снимио тек 1955. године. У међувремену, његова позоришна каријера била је на врхунцу, те је до 1955. ишао на турнеје широм света. Филм који је тада снимио био је Ричард Трећи. На снимању филма, један од стрелаца га је погодио у ногу, због чега је Оливије храмао неколико дана. Пошто је у филму Оливије требало да буде хром, ова незгода није се одразила негативно на снимање филма. Међутим, овај раскошни епски спектакл био је комерцијални неуспех, па је Оливије био принуђен да одустане од планираног снимања Магбета, који је требало да буде последњи у низу договорених филмова.
Последњи филм у коме је Оливије играо педесетих, била је романтична комедија Принц и играчица, где се први пут срео са Мерилин Монро, тада најпопуларнијом глумицом на свету. Након завршетка снимања Оливије је строго критиковао Мерилинино понашање и глуму, што је тада привукло велику пажњу медија. Међутим, после њене трагичне смрти рекао је: „Не могу да верујем да тако гламурозан филм није постао хит. Ја сам био добар, али Мерилин... Мерилин је била задивљујућа!”

#### 1960—1989: Доктор Зел
Године 1960. Оливије је снимио Спартака и Забављача, два филма која су постигла велики комерцијални успех. Забављач је такође добио и похвале критике и донео му још једну номинацију за Оскара. Уследили су Отело са Меги Смит у улози Дездемоне, који је био његов последњи филм снимљен по неком Шекспировом комаду, затим трилер Бани Лејк је нестала и три ратна филма: О, какав диван рат, Битка за Британију и Недостижни мост. Последња два филма за које је био номинован за Оскара били су Момци из Бразила и Маратонац. Улога у Маратонцу му је добила одличне критике и донела му први Златни глобус. Амерички филмски институт је овај филм прогласио за један од сто најузбудљивијих филмова свих времена, а Оливијеовог садистичког доктора Зела сврстао међу педесет највећих филмских негативаца.
Када је 1967. године сазнао да болује од рака, желећи да обезбеди своју породицу након смрти, Лоренс је престао да буде избирљив у избору улога и почео је да прихвата скоро све што му се нудило, па је тако почео да прихвата и улоге у телевизијским серијалима. Чак је изјавио: „Питају ме зашто глумим у неком филму. Одговор је једноставан — новац, драги мој... Осећам да крај долази. Немам ништа да оставим породици осим новца који зарађујем од филмова. Ништа ми није испод части ако је добро плаћено. Зарадио сам право да зграбим све што ми се укаже за ово мало времена које ми је преостало.” До краја живота појавио се у бројним филмовима, а за улоге у Инчону и Џез певачу награђен је Златном малином за најгорег глумца. Умро је 1989, док је снимао Ратни реквијем.
Оливије је и петнаест година после смрти глумио негативца у филму Небески капетан и свет сутрашњице. Наиме, материјал са њим из млађих дана је уз помоћ компјутерске графике уклопљен у филм, те је Оливије био злочести др Тотенкоф.

### Телевизијска каријера
Лоренс Оливије је почео каријеру телевизијског глумца када је већ иза себе имао остварену каријеру у позоришту, и када је био један од најтраженијих филмских глумаца. Међутим, од почетка осамдесетих па до смрти, углавном је играо у ТВ–серијама или мини-филмовима.
Оливије се први пут појавио на телевизији улогом у серији John Gabriel Borkman 1958. Глумио је и у Дејвиду Коперфилду са Идит Еванс, као и у мини-филмовима Мачка на усијаном лименом крову и Врати се, мала Шибо. Неке од последњих телевизијских улога биле су му у Последњим данима Помпеје, Изгубљеним краљевствима (са Колином Фертом) и Вагнеру. Најпознатије ТВ серије у којима је играо и за које је добио награду Еми за најбољег глумца јесу Краљ Лир, Дуго путовање у ноћ и Љубав кад јој време није где је глумио заједно са Кетрин Хепберн. Оливије је био номинован за девет, а освојио је пет награда Еми.

## Приватни живот

### Пропали бракови
Оливије се 25. јула 1930. оженио глумицом Џил Езмонд која му је шест година касније родила сина Тарквина. Међутим, брак је на самом почетку био осуђен на пропаст. Наиме, како Лоренс пише у својој аутобиографији, прва брачна ноћ била је неуспешна, а ни касније није било ништа боље, тако да је на крају Оливије постао импотентан. Оливије је мислио да су за то била крива нека његова религиозна схватања, па је одбацио религију и декларисао се као атеиста. Али његов однос са Џил сасвим је захладнео, тако да су се развели 1940. године, када се он оженио са Вивијен Ли. Њих двоје су били у вези још од 1937. кад су снимали Пожар над Енглеском, али је Џил одбијала да му да развод. Ипак, остали су добри пријатељи и Лоренс је био са њом на Тарквиновом венчању 1965. године.
Лијева је убрзо потом добила улогу Офелије, у Оливијеовом Хамлету, у Олд вику. Ту се Оливије први пут сусрео са њеним наглим променама понашања. Пред излазак на сцену изненада је почела да вришти и виче на њега, а онда је одједном ућутала, бесциљно зурећи у даљину. Улогу је одиграла савршено, и никад није поменула инцидент. Након венчања, млади пар се одселио у Њујорк, где су први пут наступили с представом Ромео и Јулија. Због изузетно лошег пријема код публике, умало нису банкротирали јер су сву уштеђевину уложили у продукцију ове представе. Године 1944. Вивијен је оболела од туберкулозе, па је неколико дана морала да проведе у болници. На снимању Цезара и Клеопатре открила је да је у другом стању, али је веома брзо побацила. Пала је у дубоку депресију, која је доживела врхунац њеним физичким нападом на Оливијеа. То је био њен први познати нервни слом повезан са маничном депресијом. Оливије је после тога схватио да њени напади долазе после дана са великом активношћу, као и након депресије. Проблеми су се наставили на турнеји по Аустралији, а врхунац овог стања била је медијски пропраћена свађа у Крајстчерчу, која је настала када је Лијева одбила да изађе на сцену. Лоренс је ошамарио, а она му узвратила и опсовала га, па изашла на позорницу као да се ништа није догодило. Педесетих су продукцију преселили у Њујорк, где је Лоренсова филмска каријера била у експанзији. Године 1953. Вивијен је опет побацила, након чега је пала у вишемесечну депресију. Тада је признала супругу да је заљубљена у Питера Финча. Када се опоравила, кренула је са Лоренсом на европску турнеју, играјући у Титу Андронику. Један од најблиставијих тренутака његове каријере, био је помрачен њеним честим изливима беса на остале глумце. По повратку са турнеје, започела је везу са глумцем Џеком Меривејлом, чиме је њен и Лоренсов брак био практично окончан. Развели су се у децембру 1960. године.
Годину дана касније упознао је глумицу Џоун Плаурајт, с којом се одмах оженио. Овај брак, у ком су се родила три сина, био је мирнији и складнији од прва два. Међутим, Оливијеови пријатељи кажу да иако се оженио са Џоун, Лоренс се до краја живота кајао што није знао да задржи Вивијен Ли.

### Сексуално опредељење
После Лоренсове смрти, појавиле су се гласине да је он у ствари био бисексуалац, које су поткрепили бројни Оливијеови биографи. Један од њих, Доналд Спото, написао је у својој књизи да је Оливијеов љубавник био глумац Дени Кеј. 
Оливијеови дугогодишњи пријатељи Ноел Кауард и Мајкл Торнтон су на питање о Лоренсовој сексуалности само рекли: „Волео је да стиче нова искуства.” Још један његов биограф, Тери Колман, доводио је у везу Оливијеа и старијег глумца Хенрија Ејнлија. Оливијеов син, Тарквин, покушао је да спречи излазак те биографије.
Велику пажњу јавности привукла је изјава Дејвида Нивена, који је са Лијевом снимао Трамвај звани жеља. Наиме, глумац је рекао да је једном, за време снимања тог филма, видео како се Лоренс и Марлон Брандо љубе у базену Оливијеових. „Окренуо сам им леђа и пошао код Вивијен. Она је знала шта се догађа али је ћутала. Као и ја.”
После Лоренсове смрти, његова последња супруга, Џоун Плаурајт, потврдила је гласине о његовој бисексуалности. Крајем 2006, у једној радио–емисији, на питање о Лоренсовом сексуалном опредељењу, она је рекла: „Ако је човек геније, онда није обична особа и не води обичан живот, већ има екстреме у понашању...”

### Болест и смрт
Године 1967, Лоренс је сазнао да болује од рака простате, а такође је морао да проведе извесно време у болници због упале плућа. Убрзо је добио бронхитис и упалу поребрице, као и прве симптоме амнезије. Седам година касније оболео је од дистрофије мишића која га је замало коштала живота. Умро је 1989. године у Стенингу (Енглеска), од бубрежне инсуфицијенције. Након смрти био је кремиран, а његов пепео положен у Вестминстерску опатију, поред краља Хенрија Петог, који је обележио његову каријеру. Сахрани је присуствовало више од две хиљаде људи.

## Остале награде и признања
Осим четири Оскара, три Златна глобуса и три награде BAFTA, Оливије је освојио пет награда Еми за улоге у ТВ серијалима Љубав кад јој време није, Краљ Лир, Дуго путовање у ноћ, Brideshead Revisited и The Moon and Sixpence. Добитник је Златног лава на фестивалу у Венецији и Сребрног медведа на Берлинском филмском фестивалу. Награде Удружења лондонских позоришта су 1984. њему у част преименоване у Награде Лоренс Оливије.
Године 1947, проглашен је витезом Уједињеног Краљевства, а 1960. добио је звезду на Булевару славних. Краљица Елизабета га је 1970. прогласила за барона, а 1981. доделила му је Орден за заслуге.

## Рекли су о Лоренсу Оливијеу...
| „                | Шта је глума ако не лагање, а шта је лагање ако није убедљиво? | ” |
| — Лоренс Оливије |                                                                |   |

Мерилин Монро је после снимања Принца и играчице изјавила: „Оливије је дошао у моју собу да ми придикује зато што сам опет нешто упрскала. Смирила сам га речима да је његов Хамлет један од најбољих филмова на свету. Знате, добио је Оскара за њега!” Марлон Брандо је рекао да је „Лоренс мрзео импровизацију, да су његове улоге биле структуриране и да су се одвијале по готово архитектонском плану”. Мајкл Кејн каже да је био уплашен када га је први пут срео, јер није знао како да му се обрати. Лоренс га је охрабрио речима: „Најпре ћеш ме звати Лорд Оливије, а после можеш и Лари.” Енглески драматург Чарлс Бенет је рекао да је „Оливије говорио Шекспира као да прати ток сопствених мисли”.
Причало се да је Оливије био агент Винстона Черчила, послат у САД као британски шпијун. Наводно, то се сазнало из разговора Лоренсових пријатеља Дејвида Нивена и Мајкла Муна, када је Нивен рекао да би немачки агенти кренули за њим да су схватили шта је радио.

## Занимљивости
- Лоренс је за своје прве филмове добио лоше критике, наводно зато што је био „превише театралан”.[54]
- Своју везу са Вивијен Ли описао је овим речима: „Ми смо као брат и сестра, баш као што је она одувек желела. Само што је, срећом, повремени инцест дозвољен.”[27]
- Мерилин Монро је била увређена Оливијеовим опхођењем према њој на снимању Принца и играчице, јер је било очигледно да не цени њене глумачке способности. Била је утучена што јој је једном приликом предложио да „буде секси”, те је схватила да је чак не сматра ни секс-симболом. Због тога му се током снимања обраћала са „Господине сер” (Mr Sir).[23] Лоренс је био погођен њеном смрћу и кајао се што је назвао „професионалним аматером”,[27] па је рекао да је „она била сјајна комичарка, те самим тим и веома добра глумица.”[55]
- Када се разводила од Оливијеа, Џил Езмонд је као сведока навела Вивијен Ли. Када се пак Лијева разводила, за сведока је изабрала Џоун Плаурајт.[56]
- Кетрин Хепберн је била кума на венчању Вивијен Ли и Лоренса Оливијеа.[56]
- Да би изгледао неиспавано, како је захтевала улога, Дастин Хофман за време снимања Маратонца заиста није спавао три ноћи. Оливије га је питао зашто тако изгледа, а кад му је Хофман одговорио, енглески глумац га је посаветовао: „Зашто не пробаш да глумиш, драги дечаче? Много је лакше!”[57]
- За време снимања филма Трамвај звани жеља, појавиле су се гласине да је Марлон Брандо у тајној вези са Вивијен Ли. После изјаве Дејвида Нивена да је видео Бранда и Лоренса како се љубе, причало се да је Брандо пак у вези са Лоренсом. У својој аутобиографији, Брандо је написао да „никада не би спопадао Ларијеву пилетину, јер је Лари био изузетно добар момак”.[27]
- Средином осамдесетих, Лоренс је патио од амнезије. Када је 1985. требало да прогласи добитника Оскара за најбољи филм, заборавио је текст и номиноване, па је само пришао микрофону и рекао Амадеус. Такав говор био је раван револуцији у Америчкој академији за филм, и никад му ништа није пребачено.[27]
- Лијева је и после развода остала Баронеса Оливије, а њени пријатељи су говорили да је до краја живота волела бившег супруга.[56] Године 1987. породични пријатељ Оливијеових је затекао Лоренса како плачући гледа један стари филм са Вивијен Ли. Када га је угледао, Лоренс је кроз сузе рекао: „Ово је било оно право. Ово је била љубав.”[58]

## Филмографија

### Као глумац
| Година | Назив                             | Улога                           | Награде | Остали глумци                                           |
| ------ | --------------------------------- | ------------------------------- | --- | ------------------------------------------------------- |
| 1930.  | Привремена удовица                | Питер Бил ()                    | |                                                         |
| 1930.  | Превише варалица                  | Човек ()                        | |                                                         |
| 1931.  | Потипхарова жена                  | Стрејкер ()                     | |                                                         |
| 1931.  | Пријатељи и љубавници             | Нед Неди Николс ()              | |                                                         |
| 1931.  | Жута карта                        | Џулијан ()                      | |                                                         |
| 1932.  |                                   | Николас Ник Ален ()             | | Ен Хардинг                                              |
| 1933.  | Савршено разумевање               | Николас ()                      | | Глорија Свонсон                                         |
| 1933.  | Нема забавног посла               | Клајв Деринг ()                 | |                                                         |
| 1935.  | Московске ноћи                    | Игњатов ()                      | |                                                         |
| 1936.  | Како вам драго                    | Орландо ()                      | |                                                         |
| 1937.  | Пожар над Енглеском               | Мајкл Инголби ()                | | Вивијен Ли Флора Робсон                                 |
| 1938.  | Развод леди Икс                   | Еверард Логан ()                | | Мерл Оберон Ралф Ричардсон                              |
| 1939.  | авиони                            | Тони Маквејн ()                 | | Ралф Ричардсон                                          |
| 1939.  | Оркански висови                   | Хитклиф ()                      | номинован — Оскар за најбољег главног глумца | Мерл Оберон Флора Робсон                                |
| 1940.  | Ребека                            | Максим де Винтер ()             | номинован — Оскар за најбољег главног глумца | Џоун Фонтејн Џудит Андерсон Гледис Купер                |
| 1940.  | Двадесетједан дан                 | Лари ()                         | | Вивијен Ли                                              |
| 1940.  | Гордост и предрасуда              | Дарси ()                        | | Морин О’Саливан Грир Гарсон Една Меј Оливер Мери Боланд |
| 1941.  | Леди Хамилтон                     | Хорацио Нелсон ()               | | Вивијен Ли Сара Олгуд                                   |
| 1943.  |                                   | Иван Кузњецов ()                | | Маргарет Радерфорд                                      |
| 1945.  |                                   | Приповедач                      | | Силија Џонсон                                           |
| 1945.  | Хенри Пети                        | краљ Хенри ()                   | номинован — Оскар за најбољег главног глумца |                                                         |
| 1948.  | Хамлет                            | Хамлет ()                       | Оскар за најбољег главног глумца Златни глобус за најбољег главног глумца (драма)                                                                                                 | Џин Симонс                                              |
| 1951.  | Чаробна кутија                    | Полицајац ()                    | | Ричард Атенборо                                         |
| 1952.  | Кери                              | Џорџ Харствуд ()                | номинован — Награда BAFTA за најбољег британског глумца у главној улози | Џенифер Џоунс Миријам Хопкинс                           |
| 1953.  | Опера просјака                    | Макхит ()                       | | Хју Грифит                                              |
| 1955.  | Ричард Трећи                      | Ричард Трећи ()                 | Награда BAFTA за најбољег британског глумца у главној улози Сребрни медвед за најбољег глумца номинован — Оскар за најбољег главног глумца                                        | Џон Гилгуд                                              |
| 1957.  | Принц и играчица                  | Принц Чарлс ()                  | номинован — Награда BAFTA за најбољег британског глумца у главној улози | Мерилин Монро                                           |
| 1959.  | Ђаволов ученик                    | Џон ()                          | номинован — Награда BAFTA за најбољег британског глумца у главној улози | Кирк Даглас Берт Ланкастер                              |
| 1960.  | Забављач                          | Арчи Рајс ()                    | номинован — Оскар за најбољег главног глумца номинован — Награда BAFTA за најбољег британског глумца у главној улози                                                              | Алберт Фини                                             |
| 1960.  | Спартак                           | Марко Крас ()                   | номинован — Златни глобус за најбољег главног глумца (драма) | Кирк Даглас Џин Симонс Чарлс Лотон Тони Кертис          |
| 1962.  |                                   | Грејам Вир ()                   | номинован — Награда BAFTA за најбољег британског глумца у главној улози | Симон Сињоре                                            |
| 1963.  | Ујка Вања                         | Астров ()                       | |                                                         |
| 1965.  | Бани Лејк је нестала              | Њухаус ()                       | |                                                         |
| 1965.  | Отело                             | Отело ()                        | номинован — Оскар за најбољег главног глумца | Меги Смит                                               |
| 1966.  | Картум                            | Махди ()                        | | Чарлтон Хестон Ралф Ричардсон                           |
| 1968.  | Ромео и Јулија                    | Приповедач                      | | Оливија Хаси Мајкл Јорк                                 |
| 1968.  | Рибарове ципеле                   | Пјотр Иљич Каменев ()           | | Ентони Квин Оскар Вернер Џон Гилгуд                     |
| 1969.  | О, какав диван рат                | Џон Финч ()                     | Награда BAFTA за најбољег глумца у споредној улози | Меги Смит Ванеса Редгрејв Ралф Ричардсон                |
| 1969.  | Плес смрти                        | Едгар ()                        | |                                                         |
| 1969.  | Битка за Британију                | Хју Даудинг ()                  | | Ралф Ричардсон Мајкл Кејн                               |
| 1970.  | Три сестре                        | др Иван Чебуткин ()             | |                                                         |
| 1971.  | Никола и Александра               | гроф Вит ()                     | | Џек Хокинс                                              |
| 1972.  | Леди Керлон Ламб                  | Војвода од Велингтона ()        | | Сара Мајлс Ричард Чејмберлен                            |
| 1972.  | Њушкало                           | Ендру Вајк ()                   | номинован — Оскар за најбољег главног глумца номинован — Златни глобус за најбољег главног глумца (драма) номинован — Награда BAFTA за најбољег британског глумца у главној улози | Мајкл Кејн                                              |
| 1976.  | Маратонац                         | др Кристијан Зел ()             | Златни глобус за најбољег споредног глумца номинован — Оскар за најбољег споредног глумца (једина у каријери номинација за споредну улогу)                                        | Дастин Хофман                                           |
| 1976.  | Седмопроцентно решење             | професор Моријарти ()           | | Роберт Дувал Ванеса Редгрејв                            |
| 1977.  | Недостижни мост                   | Јан Спандер ()                  | | Ентони Хопкинс Шон Конери Џејмс Кан Роберт Редфорд      |
| 1978.  | Бетси                             | Лорен Хардман ()                | | Роберт Дувал Кетрин Рос Томи Ли Џоунс                   |
| 1978.  | Момци из Бразила                  | Езра ()                         | номинован — Оскар за најбољег главног глумца | Грегори Пек                                             |
| 1979.  | Мала романса                      | Јулије ()                       | номинован — Златни глобус за најбољег споредног глумца | Дајана Лејн                                             |
| 1979.  | Дракула                           | Професор Абрахам ван Хелсинг () | |                                                         |
| 1980.  | Певач џеза                        | Кантор Рабинович ()             | Златна малина за најгорег споредног глумца |                                                         |
| 1981.  | Инчон                             | Даглас Макартур ()              | Златна малина за најгорег главног глумца |                                                         |
| 1981.  | Борба титана                      | Зевс ()                         | | Меги Смит Урзула Андрес                                 |
| 1983.  |                                   | Џерлад Скејт ()                 | | Мајкл Кејн                                              |
| 1984.  | Побуна на броду Баунти            | Адмирал Худ ()                  | | Ентони Хопкинс Мел Гибсон                               |
| 1985.  | Дивље гуске                       | Рудолф Хес ()                   | | Скот Глен Барбара Карера                                |
| 1989.  | Ратни реквијем                    | Стари војник ()                 | | Тилда Свинтон Шон Бин                                   |
| 2004.  | Небески капетан и свет сутрашњице | др Тотенкоф ()                  | (архивски материјал) | Џуд Ло Гвинет Палтроу Анџелина Жоли                     |

### Као режисер
| Година | Назив            | Награде                                                                                 |
| ------ | ---------------- | --------------------------------------------------------------------------------------- |
| 1945.  | Хенри Пети       | номинован — Оскар за најбољи филм                                                       |
| 1948.  | Хамлет           | Оскар за најбољи филм Златни лав за најбољи филм номинован — Оскар за најбољег режисера |
| 1955.  | Ричард Трећи     | Награда BAFTA за најбољи британски филм                                                 |
| 1957.  | Принц и играчица |                                                                                         |
| 1970.  | Три сестре       |                                                                                         |